# Manifiesto Humanista II
El Manifiesto Humanista II, escrito en 1973 por los humanistas Paul Kurtz y Edwin H. Wilson, fue una actualización del anterior Manifiesto Humanista I (1933), y la segunda entrada de la serie Manifiesto Humanista. Comienza con una afirmación de que los excesos del nacionalsocialismo y la Segunda Guerra Mundial habían hecho que el primero pareciera demasiado optimista, e indicaba un enfoque más testarudo y realista en su declaración de diecisiete puntos, que era mucho más larga y elaborada que la versión anterior. No obstante, gran parte del optimismo de la primera permanecía, expresando la esperanza de que la guerra y la pobreza fueran eliminadas.
Además de su rechazo absoluto al teísmo y al deísmo, se apoyan diversas posturas políticas, como la oposición al racismo, la oposición a las armas de destrucción masiva, el apoyo a los derechos humanos, la propuesta de un tribunal internacional y el derecho al aborto y a la anticoncepción sin restricciones.
Publicado inicialmente con un pequeño número de firmas, el documento circuló y ganó miles más, y de hecho el sitio web de la Asociación Humanista Estadounidense anima a los visitantes a añadir su propio nombre. Una disposición al final que establece que los firmantes "no necesariamente avalan cada detalle" del documento, sino sólo su visión amplia, sin duda ayudó a muchos a superar las reservas sobre la inclusión de su nombre.
Una de las frases más citadas de este manifiesto es: "Ninguna deidad nos salvará; debemos salvarnos a nosotros mismos".
El Manifiesto Humanista II apareció por primera vez en El Humanista en septiembre / octubre de 1973, cuando Paul Kurtz y Edwin H. Wilson eran editor y redactor emérito, respectivamente.

## Firmantes
Los 120 firmantes originales al manifestó incluyeron a los siguientes:

### Reino Unido
- A. J. Ayer
- H. J. Blackham
- Brigid Brophy
- Francis Crick
- H. J. Eysenck
- Raymond Firth
- Antony Flew
- James Hemming
- Julian Huxley
- Margaret Knight
- Ritchie Calder

### Estados Unidos
- Isaac Asimov
- Paul Blanshard
- Joseph Leon Blau
- Arthur Danto
- Paul Edwards
- Alexander Esenin-Volpin
- Betty Friedan
- James Labrador
- Mordecai Kaplan
- Alan F. Guttmacher
- Maxine Greene
- Sidney Gancho
- Irving Horowitz
- Corliss Lamont
- Vashti McCollum
- Herbert Muller
- Un. Philip Randolph
- B. F. Skinner
- Mark Starr
- Maurice Visscher
- Bertram Wolfe
- Joseph Margolis

### Yugoslavia
- Svetozar Stojanovic

### Unión soviética
- Andrei Sakharov

### Francia
- Jean-Francois Revel